# Dulcie Smart

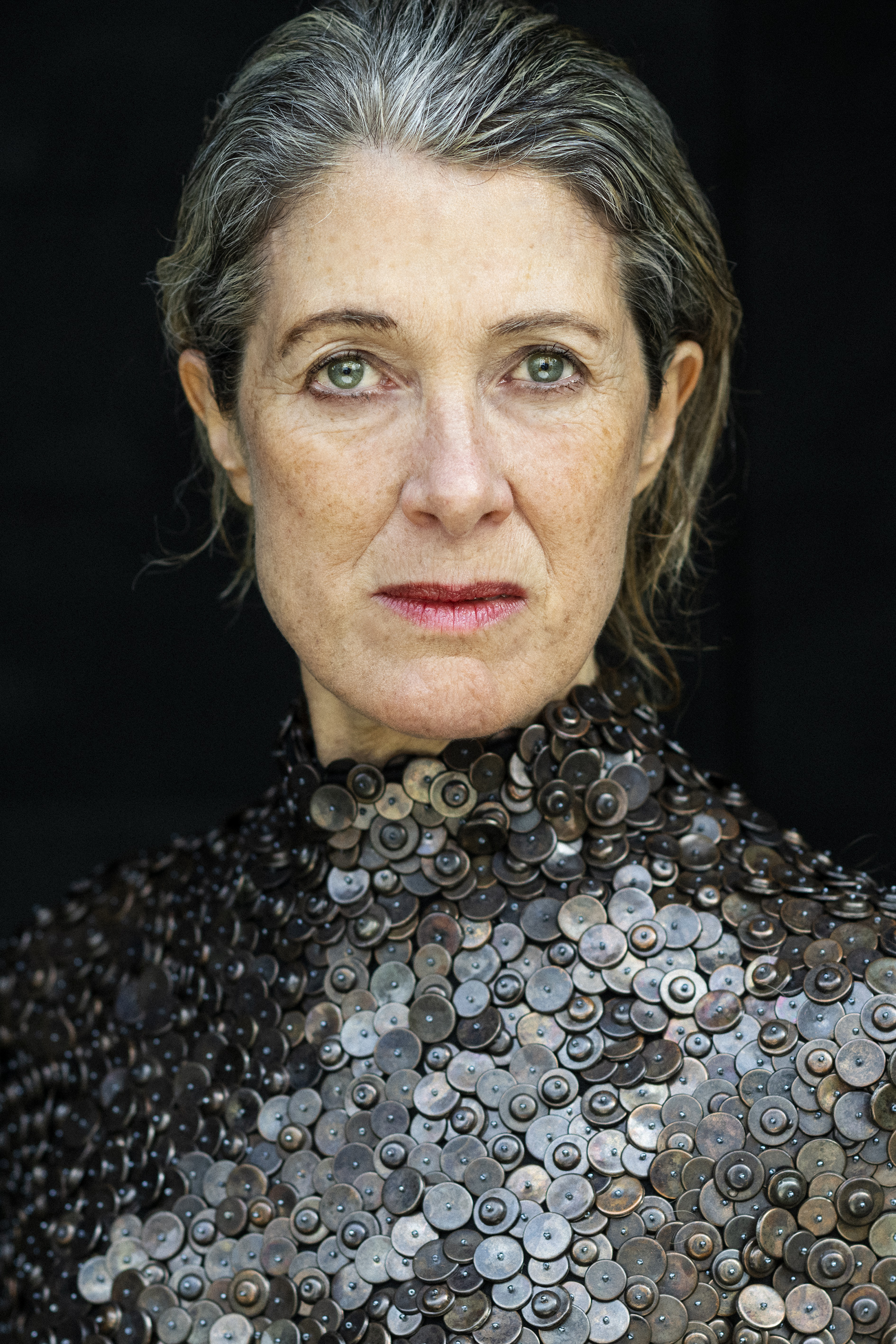
Dulcie Smart

Dulcie Smart (* in Waitara, New Plymouth District) ist eine neuseeländische Theater- und Filmschauspielerin sowie Synchronsprecherin. Seit 1991 lebt und arbeitet sie in Deutschland. Dabei übernimmt sie überwiegend Rollen von Englisch-Muttersprachlern.

## Leben
Dulcie Smart wurde in einer neuseeländischen Kleinstadt als Tochter eines Lehrers und einer Logopädin geboren. Sie besuchte bis 1979 die Victoria University of Wellington, wo sie Theaterwissenschaften studierte.

## Beruflicher Werdegang
Bereits während ihres Studiums sammelte sie erste schauspielerische Erfahrungen. In Wellington übernahm sie Hauptrollen in Stücken von Shakespeare und Tschechow sowie zeitgenössischen Dramatiker. Mit ihrem Umzug 1991 nach Deutschland folgten bald Fernseh- und Filmproduktionen in Deutsch. Sie spricht fließend Deutsch und arbeitet seit 1996 als Sprecherin für Deutsche Welle. Sie spielte Rollen auf Hebräisch und mit britischen, irischen und US-amerikanischen Akzenten. Außerdem spricht sie ein wenig Französisch und Maori.
1981 mimte sie Nebenrollen in dem Filmen Inside Every Thin Girl und Böses Blut. 1996 übernahm sie eine Nebenrolle im Film Irren ist männlich. Von 1997 bis 1998 war sie in insgesamt zehn Episoden der Fernsehserie Lindenstraße in der Rolle der Winifred Snyder zu sehen. Weitere Episodenrollen stellte sie Ende der 1990er Jahre in den deutschen Fernsehserien Balko und Die Straßen von Berlin dar. 2001 übernahm sie in Die achte Todsünde: Gespensterjagd die Rolle einer Richterin. 2004 war sie als Miranda Harrison im Katastrophenfilm Apokalypse Eis zu sehen. 2009 verkörperte sie im Kurzfilm Sandra die titelgebende Hauptrolle. Der Film wurde am 24. April 2009 auf dem Miami Gay and Lesbian Film Festival aufgeführt. Eine Nebenrolle als Susan erhielt sie 2018 in Was uns nicht umbringt. 2021 war sie in Nö in der Rolle der Hannah Garson zu sehen. 2024 hatte sie Rollen in zwei internationalen Serien: Rematch und Concordia.

## Filmografie (Auswahl)

### Schauspiel
- 1978: The Les Deverett Variety Hour (Fernsehserie, Episode 1x01)
- 1981: Inside Every Thin Girl (Fernsehfilm)
- 1981: Böses Blut (Bad Blood)
- 1985: Roche (Fernsehserie, 2 Episoden)
- 1986: Open House (Fernsehserie, Episode 1x01)
- 1988: Send a Gorilla
- 1990: Bradburys Gruselkabinett (The Ray Bradbury Theater, Fernsehserie, Episode 4x06)
- 1996: Irren ist männlich
- 1997–1998: Lindenstraße (Fernsehserie, 10 Episoden)
- 1999: Balko (Fernsehserie, Episode 4x10)
- 1999: Ein Mann steht auf (Fernsehfilm)
- 1999: Die Straßen von Berlin (Fernsehserie, Episode 3x02)
- 2001: Die achte Todsünde: Gespensterjagd (Fernsehfilm)
- 2001: Der Verleger (Fernsehfilm)
- 2004: Apokalypse Eis (Post Impact)
- 2005: V wie Vendetta (V for Vendetta)
- 2006: Auf ewig und einen Tag (Fernsehfilm)
- 2007: Der Ruf der Geckos
- 2008: The Lost Samaritan
- 2009: Sandra (Kurzfilm)
- 2011: Die verlorene Zeit
- 2012: Cloud Atlas
- 2016: God
- 2017: Forget About Nick
- 2018: Was uns nicht umbringt
- 2020: Three Works for Piano (Kurzfilm)
- 2020: Nö
- 2021: An Approximation of their Barbarous Manners (Kurzfilm)
- 2022: Die Bilderkriegerin (Film)
- 2024: Concordia – Tödliche Utopie (Fernsehserie)
- 2024: Die geschützten Männer

### Synchronisation
- 2009: Mullewapp – Das große Kinoabenteuer der Freunde (Zeichentrickfilm)
- 2014: We Love Surveillance (Kurzfilm, Erzähler)
- 2020: Jim Button and the Wild 13 (Feature. English Version)[7]
- 2021: MYRIAD. Where we connect I VR Experience (Kurzfilm)
- 2022: School of Magical Animals (Feature. International Version)[8]
- 2023: Richard the Stork and the Mystery of the Great Jewel (Animation Feature)

## Theater (Auswahl)
- 1975: Slag, Regie: Jean Betts (Performers Theatre, Wellington)
- 1980: No Orchids For Miss Blandish, Regie: John Banas (Downstage Theatre, Wellington)
- 1980: The Seagull, Regie: Antony Taylor (Downstage Theatre, Wellington)
- 1983: Cloud Nine, Regie: John Callen (Circa Theatre, Wellington)
- 1985: Steaming, Regie: William Walker (Centrepoint Theatre, Palmerston North)
- 1986: Fool For Love, Regie: Helene Wong (Bats Theatre, Wellington)
- 1988: The Golden Age, Regie: Lorae Parry (Taki Rua / The Depot, Wellington)
- 1989: Othello, Regie: Phillip Mann (Downstage Theatre, Wellington)
- 1989: Burn This, Regie: Duncan Smith (Circa Theatre, Wellington)
- 1991: Our Country’s Good, Regie: Lorae Parry (Taki Rua / The Depot, Wellington)
- 1992: Twelfth Night, Regie: Toby Robertson (BADA Summer Theatre, Oxford)
- 1997: An English Princess in Potsdam, Regie: Gunter Schoss (Potsdamer Festspiele)
- 2001: Vita & Virginia, Regie: Michael McGrath (English Theatre Berlin)
- 2002: Top Girls, Regie: Robert Chevara (Theater am Ufer / English Theatre Berlin)
- 2002: Closer, Regie: Michael McGrath (English Theatre Berlin)
- 2008: Kate & Mrs. Jones, Regie: Lorae Parry (Southwark Playhouse, London)
- 2012–2013: Winter White, Regie: Robert Chevara (Various venues in Berlin & London)
- 2018–2019: Blonde Poison, Regie: Robert Chevara (Brotfabrik Berlin)